# دایجیرو اوکودا
دایجیرو اوکودا (انگلیسی: Daijiro Okuda؛ زادهٔ ۲۳ آوریل ۱۹۸۹) بازیکن فوتبال اهل ژاپن است.